# フランク・ペーター・ツィンマーマン
フランク・ペーター・ツィンマーマン（Frank Peter Zimmermann、1965年2月27日 - ）は、ドイツのデュースブルク生まれのヴァイオリン奏者。ドイツの正統派ヴァイオリニストとして評価が高い。

## 略歴
ヴァイオリニストの母親から手ほどきを受け5歳からヴァイオリンを始める。なお父親はチェリストであった。
1975年、10歳でモーツァルトのヴァイオリン協奏曲第3番を弾いてデビュー。
1976年にエッセンのフォルクヴァング音楽院に入学、ヴァレリー・グラドフ (Valery Gradov) に師事する。同年には全国青少年音楽家コンクールで優勝して「天才少年出現」として評判になる。その後、ベルリン芸術大学でサシュコ・ガヴリーロフに師事する。
1979年、14歳でルツェルン音楽祭に出演。
1980年からはヘルマン・クレバース（ロイヤル・コンセルトヘボウ管弦楽団コンサートマスター）に師事する。1981年にはソビエトでデビュー、1984年にはロリン・マゼール指揮ピッツバーグ交響楽団の演奏会でアメリカデビューを果たすなど、10代から華々しい活動を行う。初来日は、1983年6月、若杉弘指揮ケルン放送交響楽団のソリストとしてだった。
2007年、ヴィオリストのアントワン・タメスティ、チェリストのクリスチャン・ポルテラと共に『トリオ・ツィンマーマン』を結成。室内楽活動も盛んに行っている。
バッハ、モーツァルト、ベートーヴェンやブラームスなど独墺系の正統派のレパートリーで高名だが近現代作品にも造詣が深く ベルク、バルトーク、ショスタコーヴィチやマルティヌーのヴァイオリン協奏曲をレパートリーとしている。
また近年には2015年に、マグヌス・リンドベルイのヴァイオリン協奏曲第2番をヤープ・ヴァン・ズヴェーデン指揮ロンドン・フィルハーモニー管弦楽団と共に世界初演。マティアス・ピンチャーのヴァイオリン協奏曲《en sourdine》（2003、共演：ペーテル・エトヴェシュ指揮ベルリン・フィルハーモニー管弦楽団）、グロマイヤー賞2009を受賞したブレット・ディーンのヴァイオリン協奏曲《The Lost Art of Letter Writing》（2007、共演：ディーン指揮ロイヤル・コンセルトヘボウ管弦楽団）、オーガスタ・リード・トーマスのヴァイオリン協奏曲第3番《Juggler in Paradise》世界初演者でもある。
これまで、シエナのキジアーナ音楽院賞（1990）、ライン文化勲章（1994）、デュースブルク市音楽賞（2002）、ドイツ連邦共和国功労勲章一等功労十字章(2008)、ハーナウ市パウル・ヒンデミット賞(2010)などを授与されている
妻はドイツのオーケストラのヴァイオリン奏者、息子セルゲ・ツィンマーマンもヴァイオリニストとして活動している。

## 使用楽器
2001年から2015年までドイツの銀行よりかつてフリッツ・クライスラーが使用していた名器として知られる1711年製のストラディヴァリウス"Lady Inchiquin"を貸与され使用していた。しかし2014年貸与会社が倒産しこの楽器が売却されその後後援者より貸与されたガルネリ・デルジェスを使用していた。
2016年からはかつてアルテュール・グリュミオーが使用していた1727年製のストラディヴァリウス"Ex-General Dupont"を貸与された。
2017年より再びノルトライン＝ヴェストファーレン州立美術館財団より1711年製のストラディヴァリウス"Lady Inchiquin"を貸与され使用している。

## 楽譜校訂
ヘンレ社のUrtextの運指、運弓を多く手がけている。
- アルバン・ベルク：ヴァイオリン協奏曲
- ヨハネス・ブラームス：ヴァイオリン協奏曲
- ヨハネス・ブラームス：ヴァイオリンとチェロのための二重協奏曲
- ガブリエル・フォーレ：子守歌　op.16
- ヴォルフガング・アマデウス・モーツァルト：協奏交響曲 K. 314
- モーリス・ラヴェル：ツィガーヌ
- モーリス・ラヴェル：ヴァイオリンとチェロのためのソナタ

## 評価
2歳年上のアンネ＝ゾフィー・ムターとともに、ドイツ若手ヴァイオリニストの逸材として期待を集めた。